# Garry Conille
Garry Conille (Puerto Príncipe, 26 de febrero de 1966) es un académico y político haitiano que se desempeñó como primer ministro de Haití desde junio hasta su destitución en noviembre de 2024. Anteriormente ocupó el mismo cargo desde octubre de 2011 hasta su renuncia en mayo de 2012.

## Biografía
Conille asistió al Collège Canado-Haïtien y estudió en la Universidad de Haití y en la Universidad de Carolina del Norte en Chapel Hill. Del 22 de noviembre al 12 de diciembre de 2011 se desempeñó como Ministro de Justicia de Haití. 
Entre el 18 de octubre de 2011 y el 16 de mayo de 2012 se desempeñó como primer ministro de Haití bajo la presidencia de Michel Martelly. Presentó su renuncia luego de una pérdida de confianza en él por parte de sus ministros, luego de negarse a ser sometido a una investigación parlamentaria acerca de su presunta doble nacionalidad (lo cual es ilegal para los funcionarios haitianos). Fue sucedido por Laurent Lamothe.
En mayo de 2024 fue nombrado primer ministro nuevamente bajo el mandato del Consejo Presidencial de Transición. El 10 de noviembre de 2024, fue destituido y en su reemplazo se nombró a Alix Didier Fils-Aimé.